# Хэдвин, Кортни
Кортни Энн Хэдвин (англ. Courtney Ann Hadwin, род. 6 июля 2004) — английская певица и автор песен. Она прославилась, участвуя в шоу The Voice Kids UK 2017 на канале ITV и в 13-м сезоне конкурса NBC шоу America's Got Talent.

## Биография
Кортни Энн родилась в семье Энн-Мари и Пола Хэдвинов 6 июля 2004 года в Северо-Восточной Англии. Она живёт в Хеследене со своими родителями, младшей сестрой Мелиссой и младшим братом Полом. Кортни училась в начальной школе Хеследена и до осени 2018 года проходила обучение в Академии Шоттон-Холл в Питерли. Она также обучалась в театральной школе Шоттон-Холл, на мастер-классах по вокалу, в музыкальной школе Кейт Сирс и в вокальной студии Джули Майлз.
Хэдвин была финалисткой телешоу America’s Got Talent 2018 года. Ранее она появлялась в первом сериале The Voice Kids в Великобритании, а затем в America’s Got Talent: The Champions.